# Alexander Stuart
Alexander Stuart (Aberdeen, 1673 — 15 de setembro de 1742) foi um cientista natural e fisiologista escocês.
Em 1738 apresentou a primeira Croonian Lecture da Royal Society. Recebeu a Medalha Copley de 1740, "por suas aulas sobre o movimento muscular. Em adição a seus serviços prestados à Royal Society"